# 8206 Masayuki
8206 Masayuki eller 1994 WK1 är en asteroid i huvudbältet som upptäcktes den 27 november 1994 av den japanska astronomen Takao Kobayashi vid Ōizumi-observatoriet. Den är uppkallad efter japanen Masayuki Okumura.